# Euryusa optabilis
Euryusa optabilis – gatunek chrząszcza z rodziny kusakowatych i podrodziny rydzenic. Zamieszkuje Europę.

## Taksonomia
Gatunek ten opisany został po raz pierwszy w 1839 roku przez Oswalda Heera.

## Morfologia
Chrząszcz o wydłużonym ciele długości od 2,5 do 3 mm. Wierzch ciała porasta niezbyt wyraźne owłosienie. Głowa jest rdzawobrązowa. Czułki mają kolor żółtorudy lub jasnordzawoczerwony; przedostatni człon jest wyraźnie szerszy niż dłuższy. Przedplecze jest półtorakrotnie szersze niż dłuższe, znacznie szersze od głowy, najszersze tuż za środkiem długości, ubarwione jasnordzawobrązowo. Tylna jego krawędź jest lekko wypukła. Punkty na przedpleczu są bardzo drobne, chropowate, gęsto rozmieszczone. Pokrywy są jasnordzawobrązowe, tak szerokie i długie jak przedplecze. Odnóża mają kolor rudożółty do jasnordzawoczerwonego. Odwłok jest jasnordzawobrązowy, co najwyżej z ciemniejszym piątym tergitem. Punktowanie na tergitach od pierwszego do trzeciego jest drobne i umiarkowanie gęste, na tergicie czwartym i piątym zaś rozproszone, nadzwyczaj drobne i słabo dostrzegalne. Samiec ma na piątym tergicie podłużny kil. 

## Ekologia i występowanie
Owad ten bytuje pod zmurszałą korą drzew liściastych, w podkorowych żerowiskach larw chrząszczy, dziuplach starych drzew liściastych, wśród porastających pnie mchów, przy wyciekającym ze zranionych drzew soku, w owocnikach żagwi oraz w mrowiskach, najchętniej tych należących do hurtnicy wstydliwej.
Gatunek palearktyczny, europejski. Znany jest z Wielkiej Brytanii, Francji, Belgii, Holandii, Niemiec, Szwajcarii, Austrii, Włoch, Szwecji, Finlandii, Polski, Czech, Słowacji, Węgier, Rumunii i Grecji. Na „Czerwonej liście gatunków zagrożonych Republiki Czeskiej” umieszczony jest jako gatunek narażony na wymarcie (VU).